# Nigramma dorsifascia
Nigramma dorsifascia är en fjärilsart som beskrevs av Embrik Strand 1917. Nigramma dorsifascia ingår i släktet Nigramma och familjen nattflyn. Inga underarter finns listade i Catalogue of Life.